# Сивков
Сивко́в або Сівков — російське чоловіче прізвище. Воно може відноситися до:
- Сивков Григорій Флегонтович (нар. 10 лютого 1921 — пом. 20 листопада 2009) — радянський військовий льотчик-штурмовик.
- Сивков Костянтин Валентинович (нар. 2 червня 1954) — російський військовий експерт, учений, геополітик, військовий політолог.
- Сивков Сергій Васильович (1896 — 19??) — радянський діяч.